# Championnats du monde de tir à l'arc 1933
Navigation
Édition précédente Édition suivante
Les championnats du monde de tir à l'arc 1933 sont une compétition sportive de tir à l'arc organisés en 1933 à Londres, au Royaume-Uni. Il s'agit de la troisième édition des championnats du monde de tir à l'arc.

## Palmarès
| Épreuves           | Or                                                        | Argent                                                    | Bronze                                     |
| ------------------ | --------------------------------------------------------- | --------------------------------------------------------- | ------------------------------------------ |
| Individuel Hommes  | Donald MacKenzie (USA)                                    | Emil Heilborn (SWE)                                       | Georges de Rons (BEL)                      |
| Par équipes Hommes | Belgique Georges de Rons Hubert Van Innis Oscar Kessels   | Grande-Bretagne Cox Hogg Yates                            | France Léonce Quentin Gaune Gaston Ducatel |
| Individuel Femmes  | Janina Kurkowska (POL)                                    | Louisa Sandford (GBR)                                     | Marja Trajdosowna (POL)                    |
| Par équipes Femmes | Pologne Janina Kurkowska Marja Trajdosowna Anna Moczulska | Grande-Bretagne Louisa Sandford Louise Nettleton Atkinson | non attribuée                              |